# Viktor Kassai

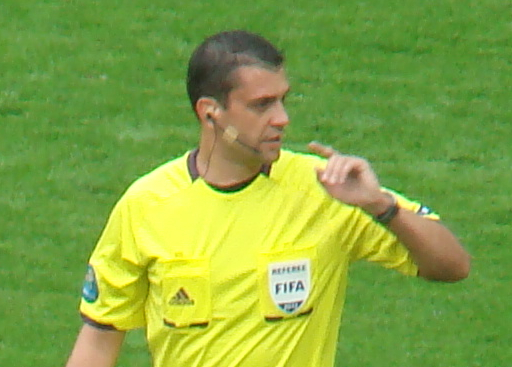
Viktor Kassai als Schiedsrichter beim EM-Gruppenspiel Spanien-Italien am 10. Juni 2012.

Viktor Kassai [ˈviktor ˈkɒʃːɒ.i] (* 10. September 1975 in Tatabánya) ist ein ehemaliger ungarischer Fußballschiedsrichter. Hauptberuflich arbeitet Kassai als Reisekaufmann in Thessaloniki und Budapest. Er spricht neben Ungarisch auch Englisch und Deutsch.

## Karriere
Seit 2003 ist Kassai internationaler FIFA-Schiedsrichter. Er leitete sein erstes Länderspiel am 18. August 2004 im Alter von 29 Jahren in Bratislava, als die Slowakei Luxemburg empfing (Qualifikation zur Fußball-Weltmeisterschaft 2006).
2007 leitete Kassai zwei Spiele der U-20-WM in Kanada. Bei der Fußball-Europameisterschaft 2008 in der Schweiz und Österreich wurde er als vierter Offizieller eingesetzt. Beim Fußballturnier im Rahmen der Olympischen Spiele 2008 in Peking leitete er mehrere Spiele, unter anderem das Finalspiel. Die FIFA nominierte Viktor Kassai als einen von 30 Schiedsrichtern für die Fußball-Weltmeisterschaft 2010 in Südafrika. Dort kam er zu vier Einsätzen. 2011 leitete er das Finale der UEFA Champions League 2010/11 im Londoner Wembley-Stadion zwischen dem FC Barcelona und Manchester United. Er war einer der zwölf Schiedsrichter, die die Spiele bei der Fußball-Europameisterschaft 2012 leiteten. Im Vorrundenspiel der Europameisterschaft 2012 England gegen Ukraine verweigerte Kassai einem Tor der Ukrainer die Anerkennung, als John Terry den Ball erst hinter der Linie klären konnte. Dieser Szene war allerdings eine Abseitsstellung der Ukraine vorangegangen, die das Schiedsrichterteam ebenfalls nicht erkannte.
Im Januar 2012 wurde er von der IFFHS zum Welt-Schiedsrichter des Jahres 2011 ernannt.
Obwohl er auf der 52 Schiedsrichter umfassenden Perspektivliste für die Fußball-Weltmeisterschaft 2014 in Brasilien stand, wurde er für das Endturnier nicht nominiert.
Die UEFA nominierte ihn jedoch für die Fußball-Europameisterschaft 2016. Dort leitete er insgesamt 3 Spiele, darunter das Eröffnungsspiel zwischen Gastgeber Frankreich und Rumänien sowie ein Viertelfinale.
Viktor Kassai wendete 2016 als erster Unparteiischer im Fußball in einem offiziellen Spiel der FIFA den Video-Beweis an.

## Turniere
- Fußball-Weltmeisterschaft 2010 in Südafrika (4 Einsätze):

| Phase        | Datum         | Spielort     | Heimmannschaft     | Gastmannschaft | Ergebnis             |
| ------------ | ------------- | ------------ | ------------------ | -------------- | -------------------- |
| Gruppenphase | 15. Juni 2010 | Johannesburg | Brasilien          | Nordkorea      | 2:1 (0:0)            |
| Gruppenphase | 22. Juni 2010 | Rustenburg   | Mexiko             | Uruguay        | 0:1 (0:1)            |
| Achtelfinale | 26. Juni 2010 | Rustenburg   | Vereinigte Staaten | Ghana          | 1:2 (1:1, 0:1) n. V. |
| Halbfinale   | 7. Juli 2010  | Durban       | Deutschland        | Spanien        | 0:1 (0:0)            |

- Fußball-Europameisterschaft 2012 in Polen und der Ukraine (2 Einsätze):

| Phase        | Datum         | Spielort | Heimmannschaft | Gastmannschaft | Ergebnis  |
| ------------ | ------------- | -------- | -------------- | -------------- | --------- |
| Gruppenphase | 10. Juni 2012 | Danzig   | Spanien        | Italien        | 1:1 (0:0) |
| Gruppenphase | 19. Juni 2012 | Donezk   | England        | Ukraine        | 1:0 (0:0) |

- Fußball-Europameisterschaft 2016 in Frankreich (3 Einsätze):

| Phase         | Datum         | Spielort    | Heimmannschaft | Gastmannschaft | Ergebnis                        |
| ------------- | ------------- | ----------- | -------------- | -------------- | ------------------------------- |
| Gruppenphase  | 10. Juni 2016 | Saint-Denis | Frankreich     | Rumänien       | 2:1 (0:0)                       |
| Gruppenphase  | 17. Juni 2016 | Toulouse    | Italien        | Schweden       | 1:0 (0:0)                       |
| Viertelfinale | 2. Juli 2016  | Bordeaux    | Deutschland    | Italien        | 1:1 n. V. (1:1, 0:0), 6:5 i. E. |